# BOYS & GIRLS (大江千里の曲)
「BOYS & GIRLS」（ボーイズ・アンド・ガールズ）は、大江千里の楽曲である。1984年3月5日に4作目のシングルとして発売された。

## 解説
2ndアルバム『Pleasure』からの先行シングル。
後に8cmシングルCDで1989年10月21日に再発売された。

## 収録曲
全曲 作詞・作曲：大江千里、編曲：大村憲司
1. BOYS & GIRLS
大江の地元である大阪と東京を新幹線で往復していた時期に、名古屋〜東京間で小さなポータブルキーボードを使用して制作された楽曲[1]。
2018年に発売された同名のアルバムには、ピアノでセルフカバーした音源が収録されている[2][3]。
槇原敬之は、「この1曲があるから、今の自分がある」[4]として本作を挙げており、2014年発売のカバー・アルバム『Listen To The Music 3』で、この曲を取り上げている[5]。
2. 三人目のパートナー

## 収録アルバム
BOYS & GIRLS
- Pleasure
- Sloppy Joe（リミックスバージョン）
- THE LEGEND
- GOLDEN☆BEST 大江千里
- Senri Oe Singles
- Boys & Girls（ピアノ・インストゥルメンタル、初回限定盤付属のボーナス・ディスクに原曲を収録）

三人目のパートナー
- Pleasure
- Sloppy Joe（リミックス・バージョン）

## カバー
- 槇原敬之 - 2014年に発売のカバー・アルバム『Listen To The Music 3』に収録。